# ホンダ・スピリア
スピリア（SPIRIOR、中国名：思鉑睿）は、本田技研工業の中国現地合弁である東風本田汽車によって製造・販売が行われていた中型セダンである。車名はSpiritとSuperiorを掛け合わせた造語である。

## 概要
中国では広汽本田汽車がアコード（北米仕様ベース）を製造・販売していたが、東風ホンダには中型セダンが欠けており、それを埋めるべく投入された車種がスピリアである。スピリアはプレミアムスポーティーセダンという位置付けがなされ、アコードとの差別化が図られている。
2009年に発表された初代は日欧仕様のアコード（CU1/2型）とほぼ同一であったが、2014年に発表された2代目は中国専用車種として新規に開発されている。

## 初代（2009年 - 2014年）
2009年4月20日、東風ホンダは上海モーターショーにCU1/2型アコードをベースとするコンセプトカー「SR-9」を出展し、年内の新型車発売を予告した。SR-9の市販モデルは7月27日にスピリアとして発表された。スピリアは8月19日から生産が開始され、9月5日に発売開始された。
当初は直列4気筒2.4L（K24Y5型）のみのラインナップであったが、2012年11月22日から開催された第10回広州国際モーターショーでフェイスリフトモデルが発表され、2.0Lエンジン（R20A4型）搭載車も追加された。

## 2代目（2014年 - 2018年）
2014年4月20日の北京モーターショーにてコンセプトモデルが発表され、同年11月18日にXR-Vとともに発売開始された。2代目は中国専用車種として開発された。エンジンはいずれも直列4気筒2.0L（R20Z8型）と2.4L（K24V4型）がラインナップされる。2.0L車にはCVTが、2.4L車にはアキュラ・TLXやアキュラ・ILXでも採用されているトルクコンバーター付きの8速デュアルクラッチトランスミッションが、それぞれ組み合わせられている。
2017年1月5日、スポーツハイブリッドモデルを発売開始。
2018年10月にモデルチェンジを行い、車名がインスパイアに変更された。

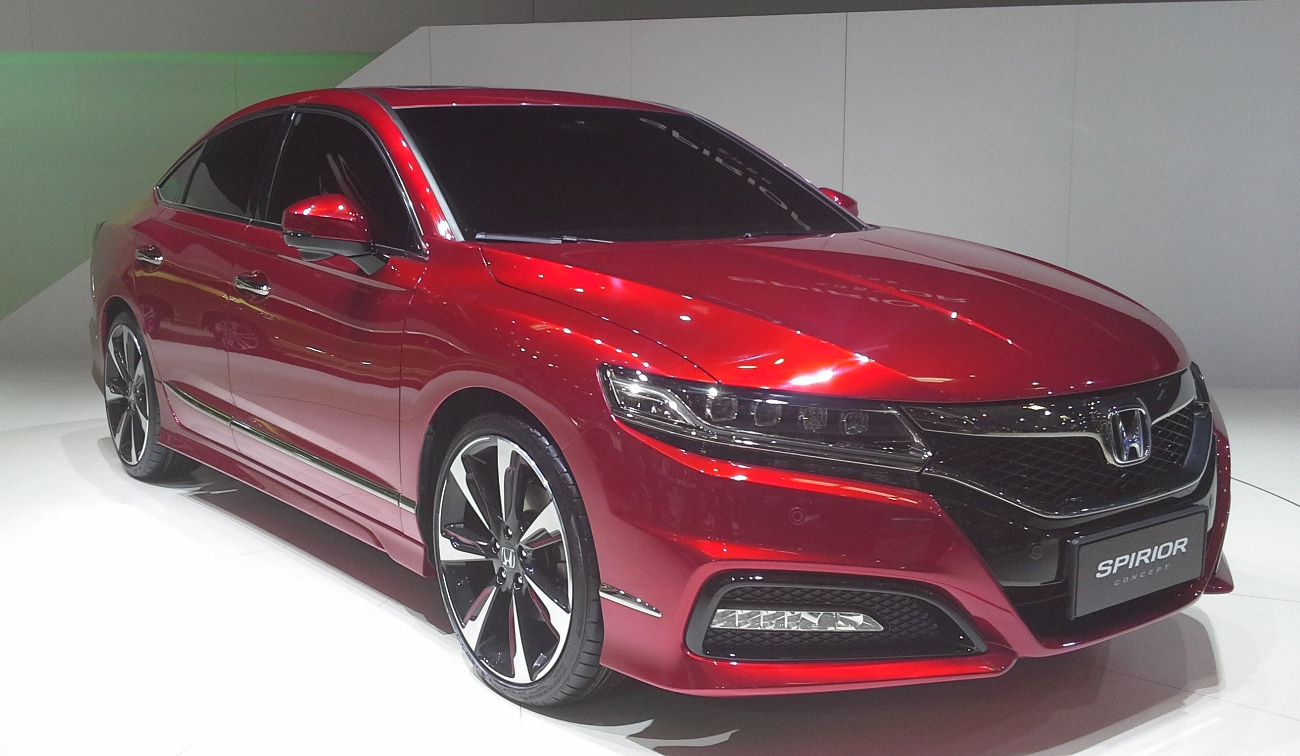
スピリアコンセプト（フロント）
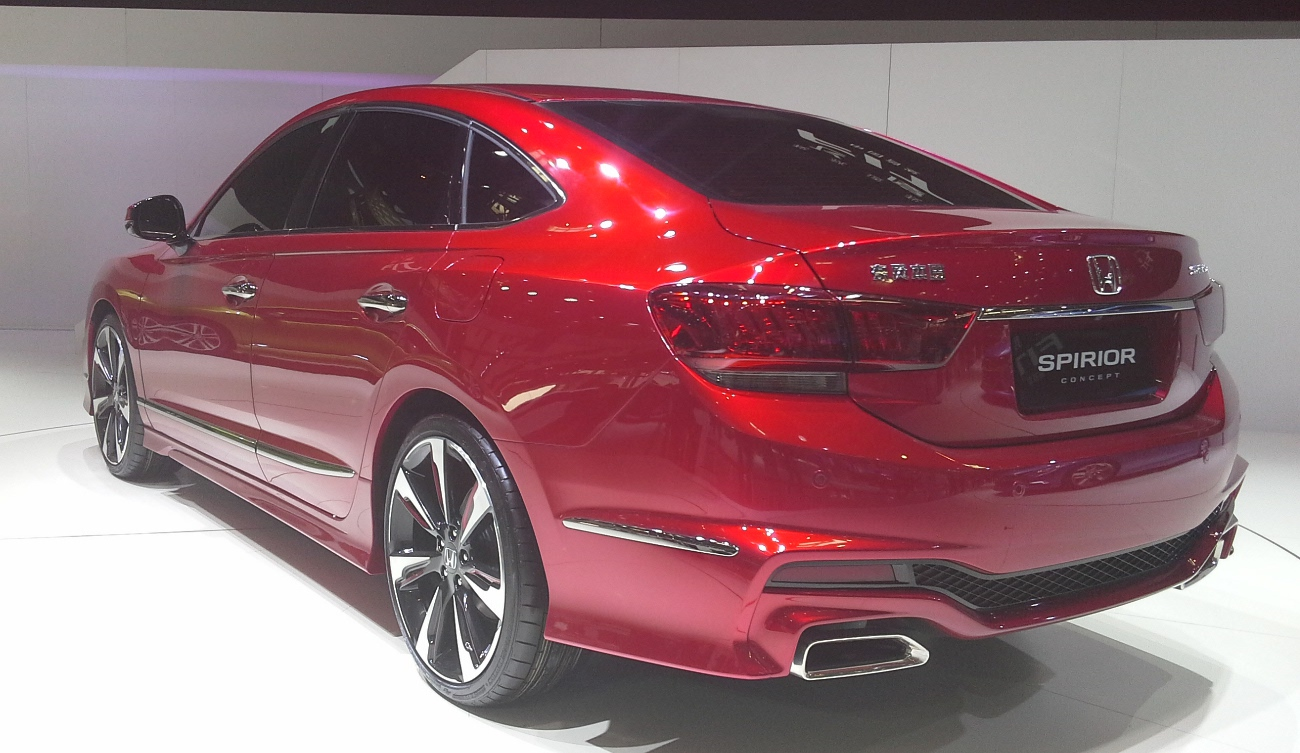
スピリアコンセプト（リア）
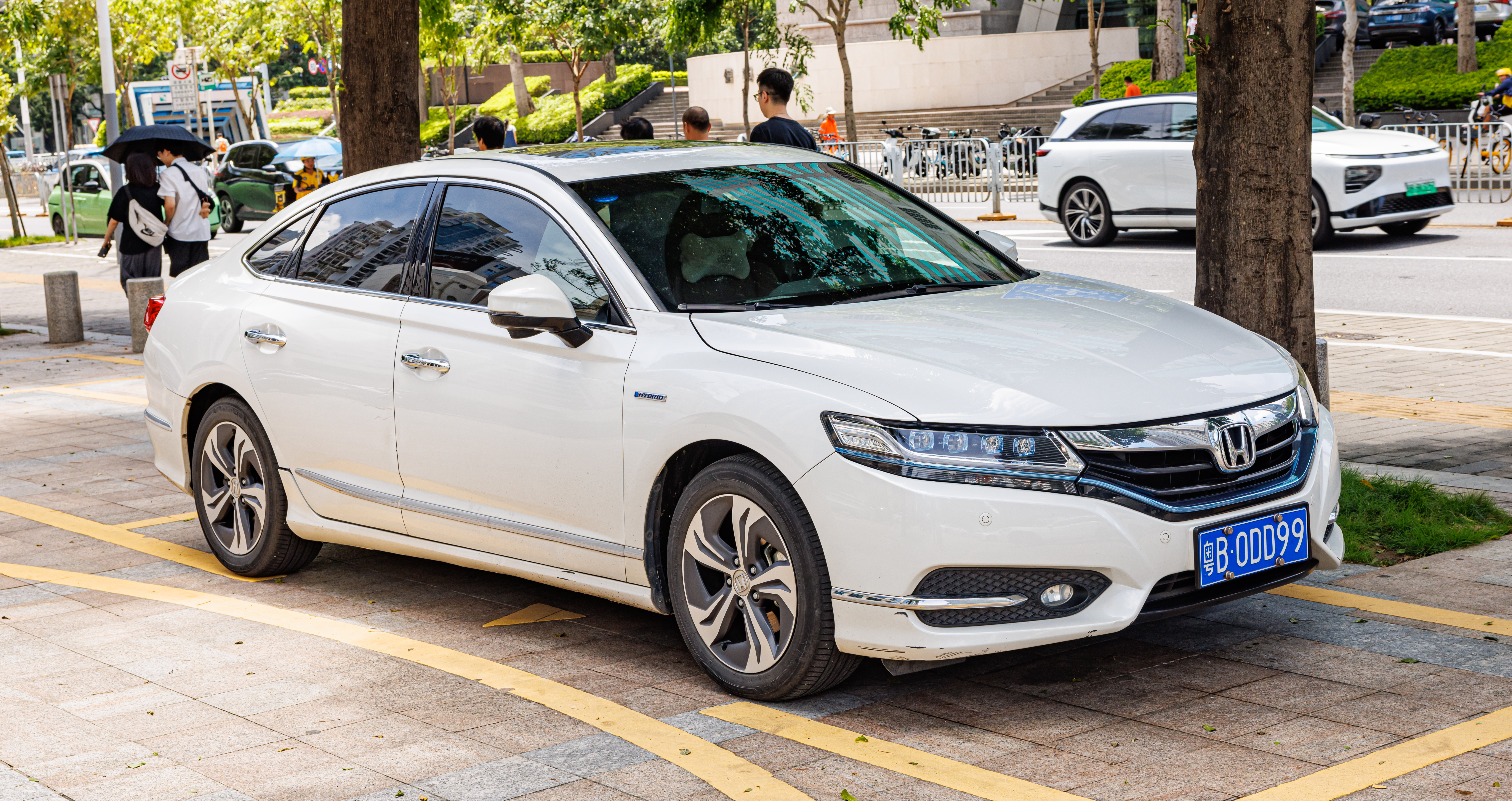
スピリアスポーツハイブリッド（フロント）
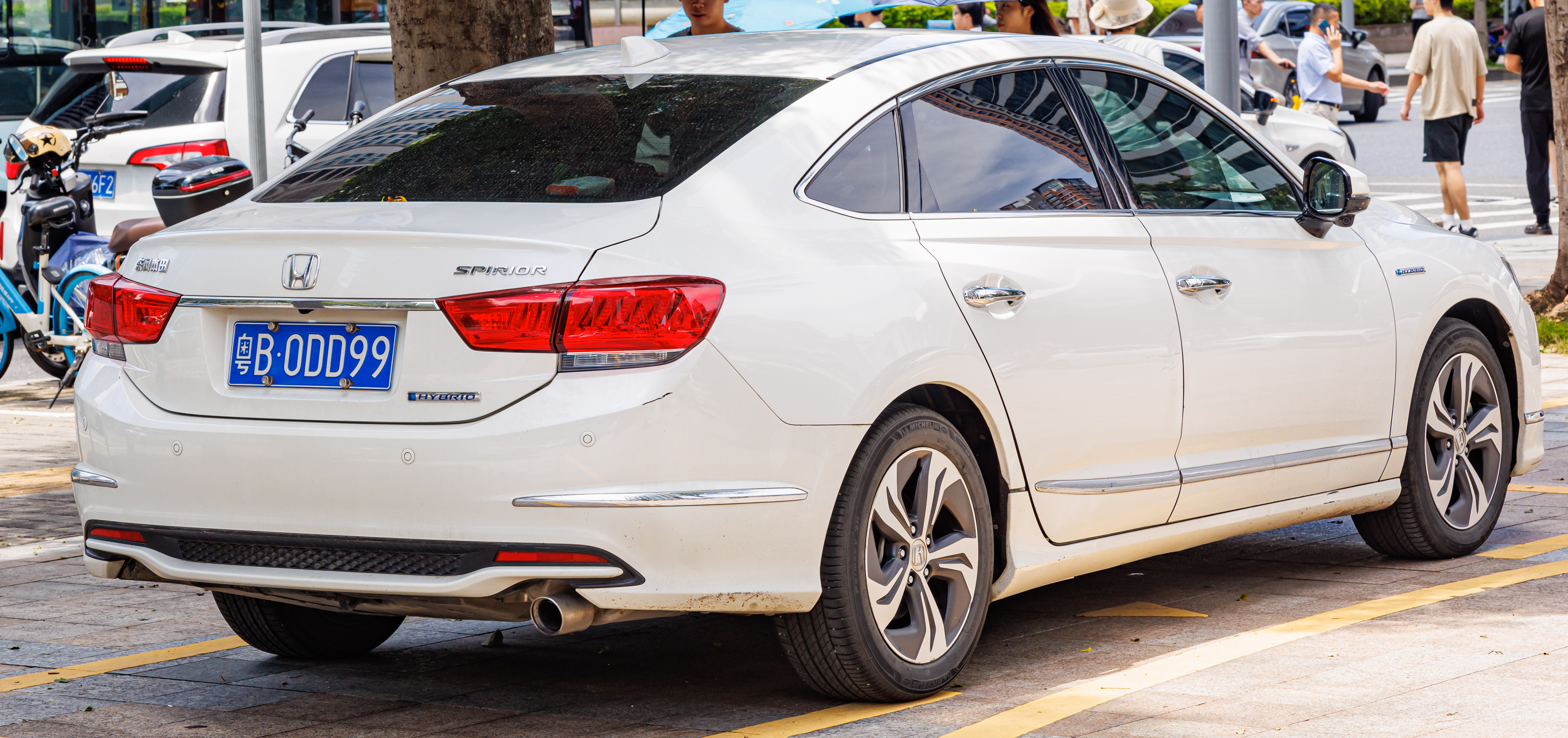
スピリアスポーツハイブリッド（リア）
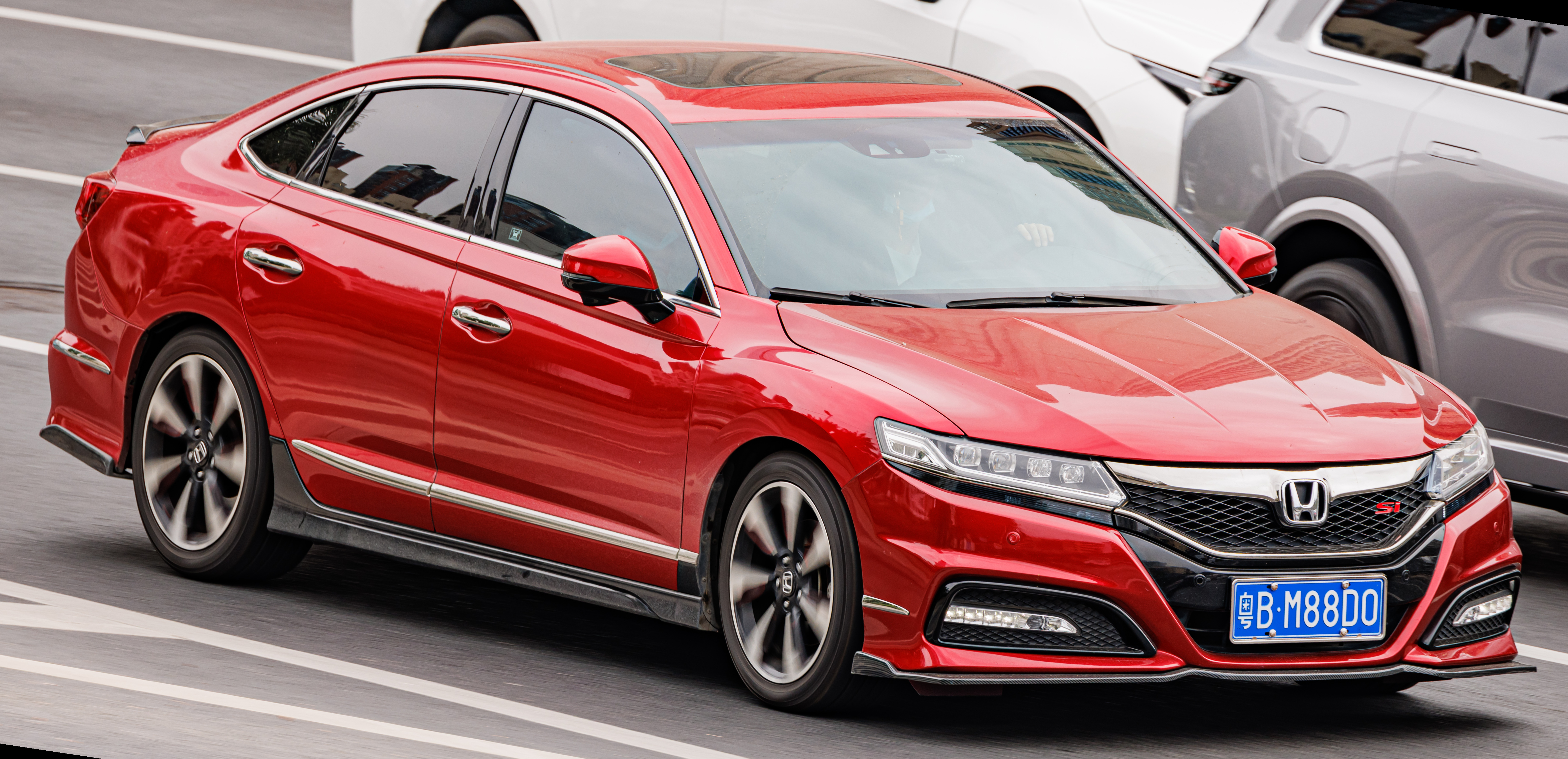
スピリア Si